# Lorentzocassis
Lorentzocassis is een geslacht van kevers uit de familie bladkevers (Chrysomelidae).
De wetenschappelijke naam van het geslacht werd in 1913 gepubliceerd door Spaeth.

## Soorten
- Lorentzocassis papuana Spaeth, 1913
- Lorentzocassis purpurascens (Spaeth, 1912)
- Lorentzocassis riedeli Borowiec, 2003